# Église Saint-Hippolyte de Dormans
Pour les articles homonymes, voir Église Saint-Hippolyte.
L'église Saint-Hippolyte  est une église catholique située à Dormans, en France.

## Localisation
L'église est située dans le département français de la Marne, sur la commune de Dormans au 1 bis ruelle de l’Église.

## Historique
Construite aux XIIe et XIIIe siècles, elle subit de lourds dommages pendant la Première Guerre mondiale.

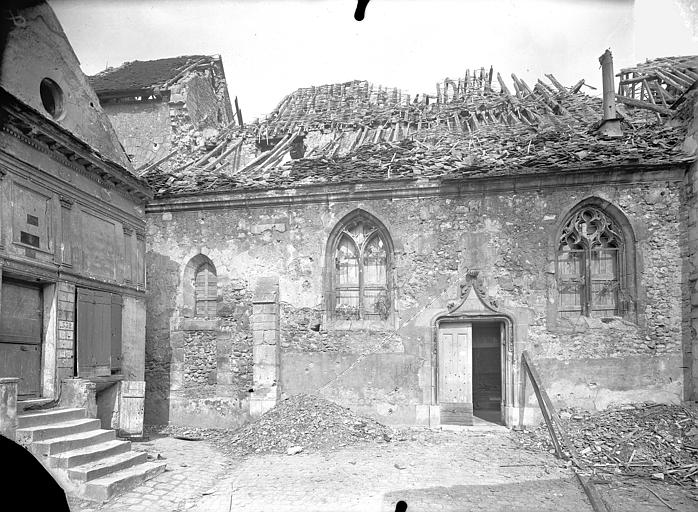
Destructions de la Grande Guerre,
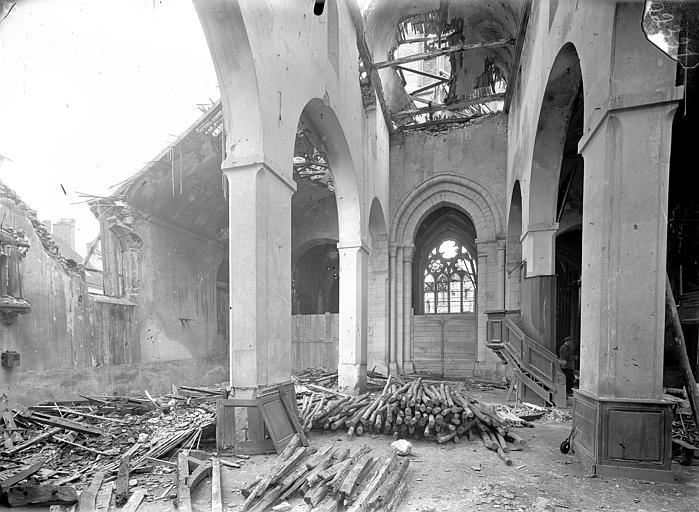
de la Médiathèque de l'architecture et du patrimoine.

La nef et la tour-porche de l’église Saint Hippolyte à Dormans, de style roman, sont de lignes élancées.
Le transept porte une tour percée de grandes baies, qui est surmontée de quatre pignons. Aux angles de la tour font saillies des gargouilles en forme d’animaux. Une tourelle octogonale, accolée contre le croisillon Nord du transept, renferme l’escalier accédant à la tour.
Le chœur du XIIIe siècle est éclairé par une grande fenêtre de style rayonnant que surmontent trois rosaces. Si la nef est d’origine romane, les bas-côtés ont été reconstruits et élargis au XVIe siècle.
Dans une des chapelles, auprès de l’autel de la Sainte Vierge, se trouve placée dans une crédence, une statue de l’Enfant Jésus de Prague. On peut également y remarquer, bien que les vitraux ne soient pas anciens, un vitrail représentant Notre Dame de l’Épine.

## Galerie de photos

### Extérieurs

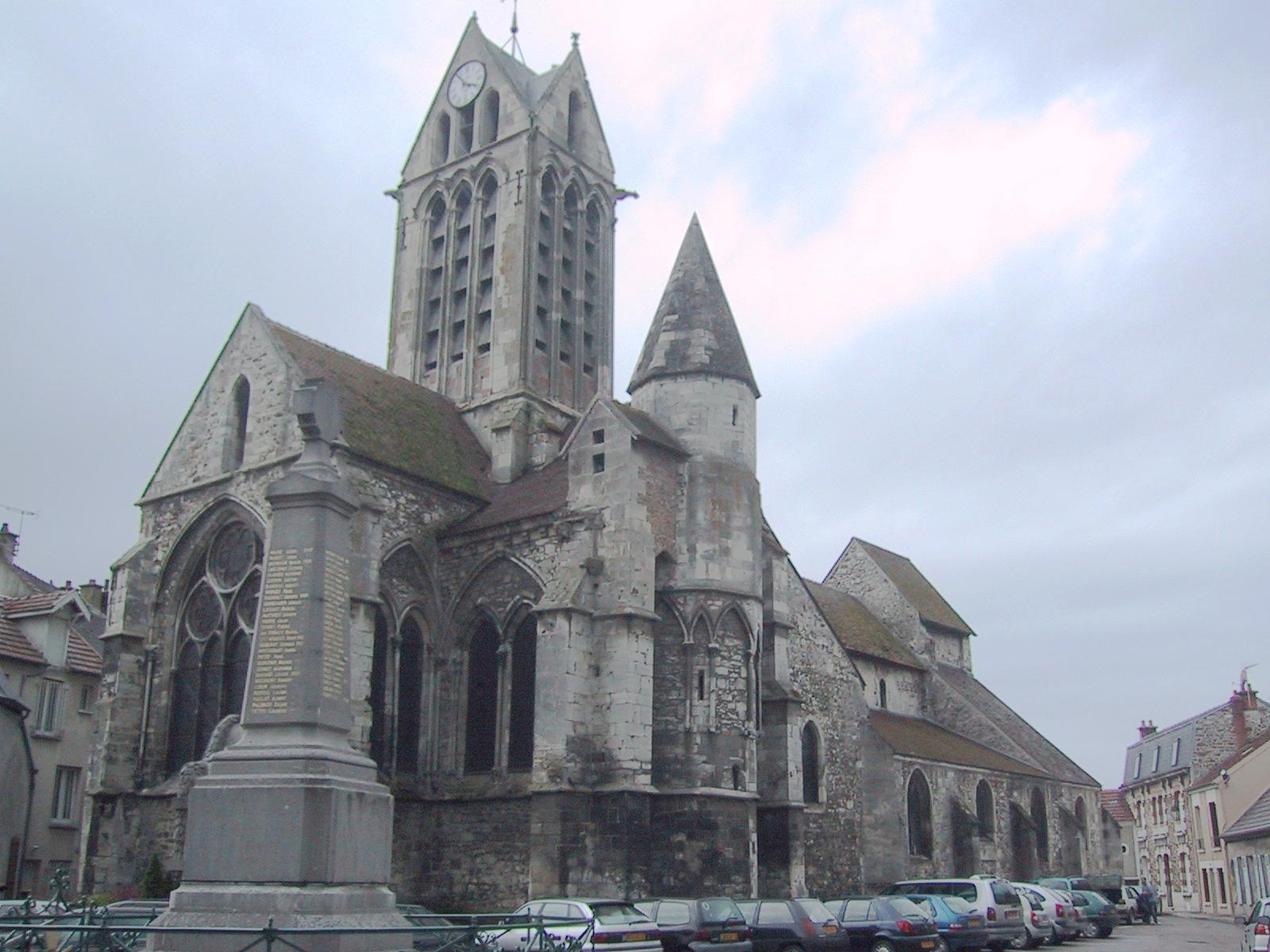
Du nord est.
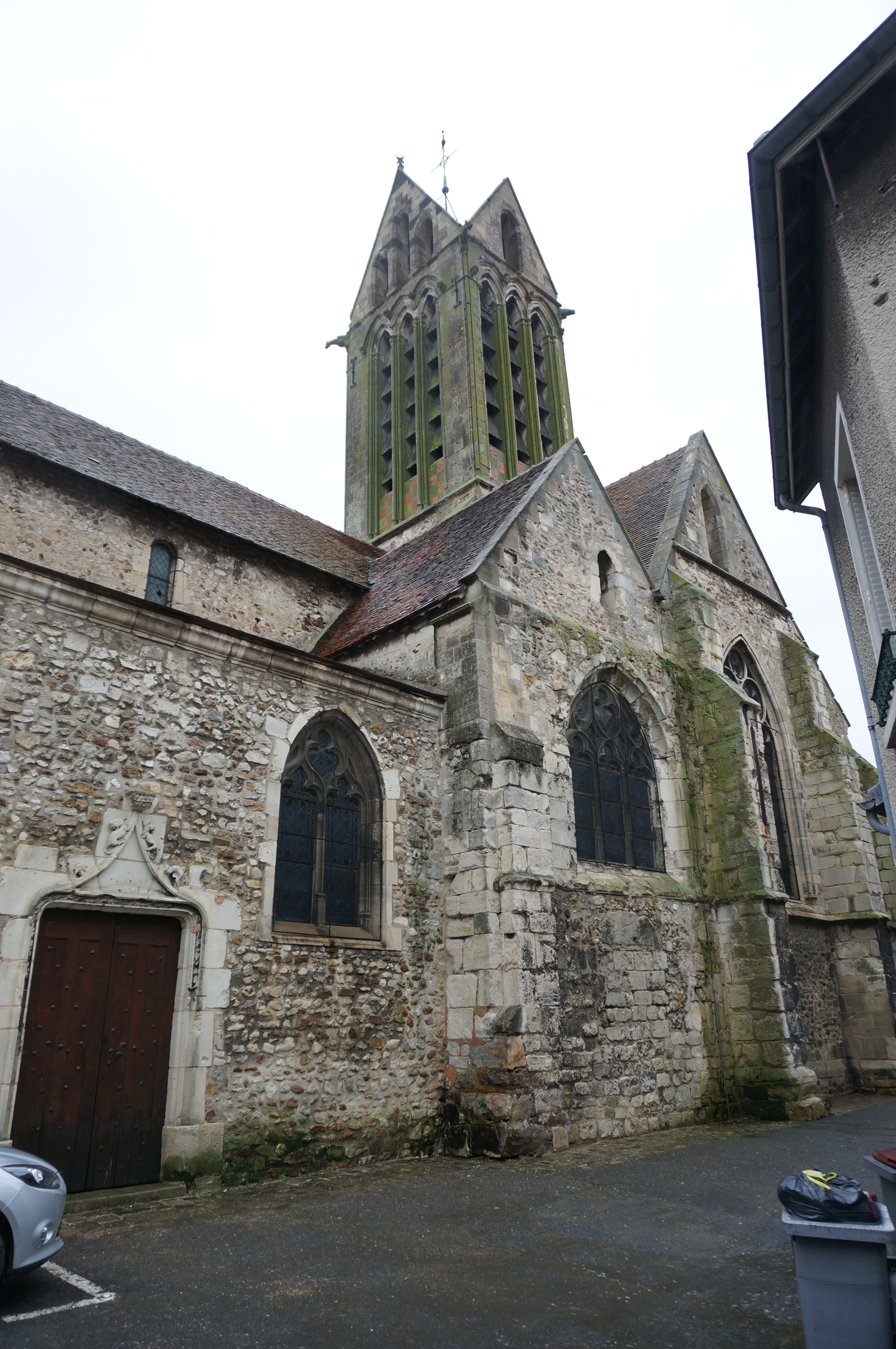
Transept nord et tour.
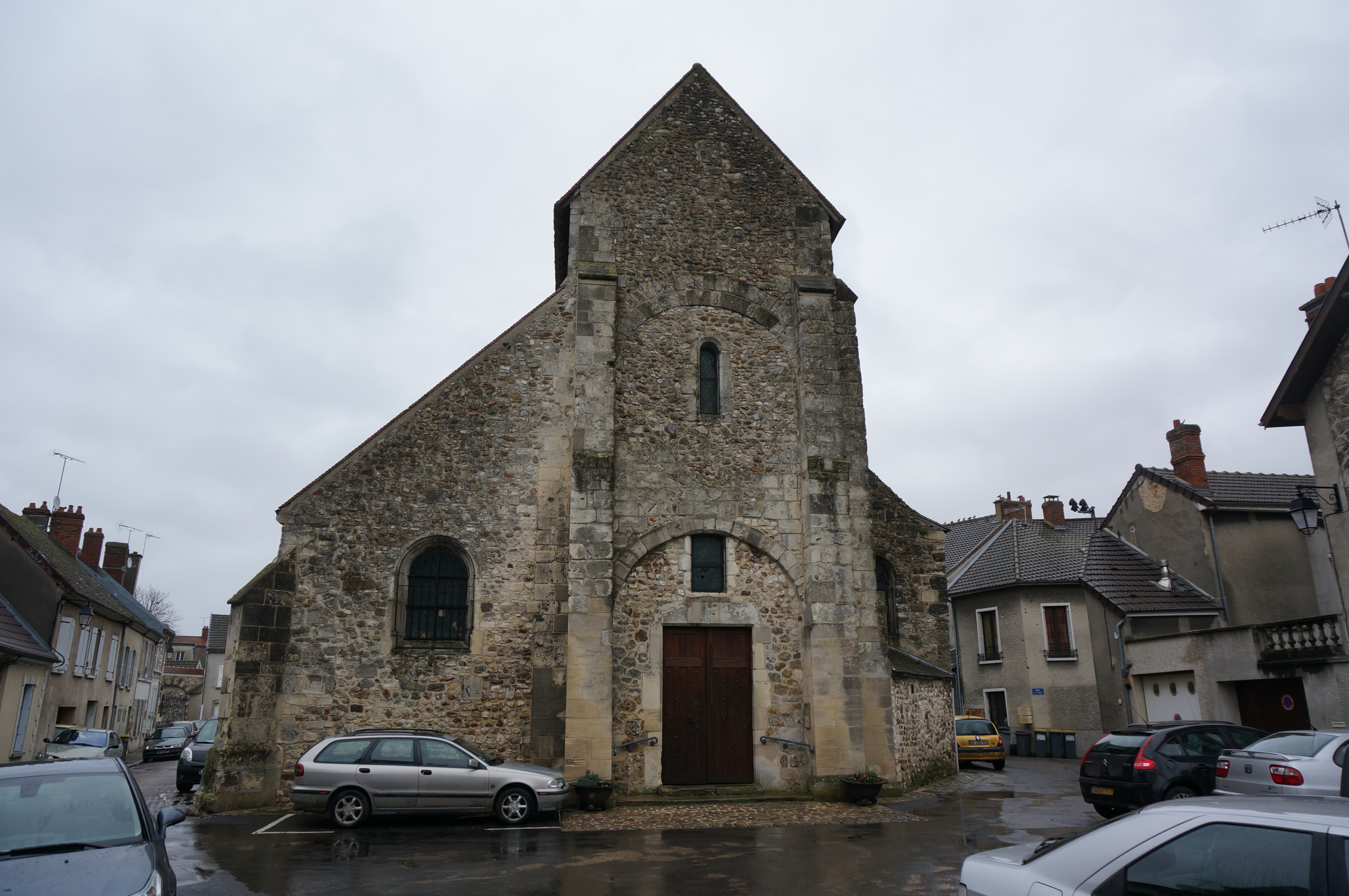
Portail occidental.

### Intérieur

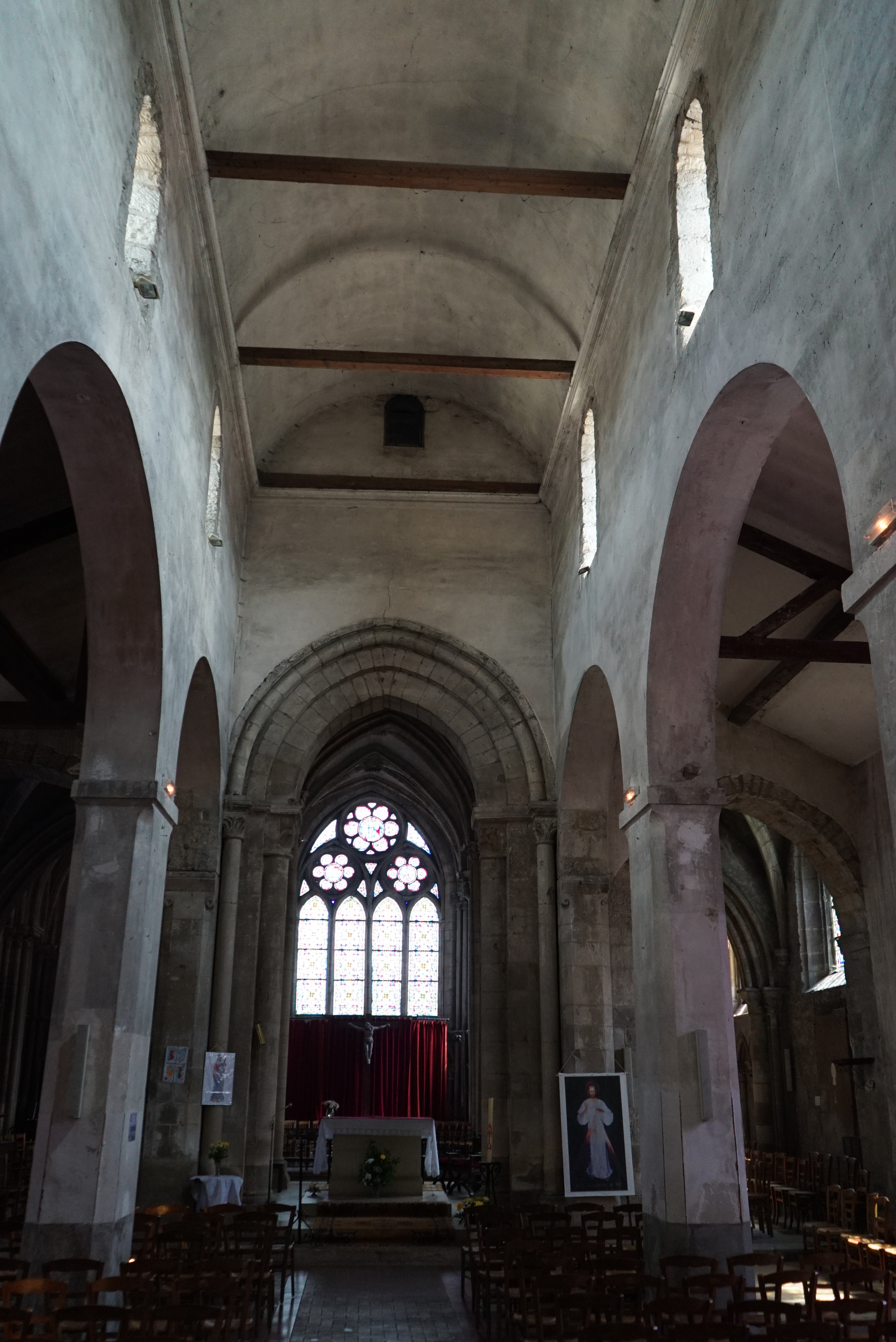
La nef
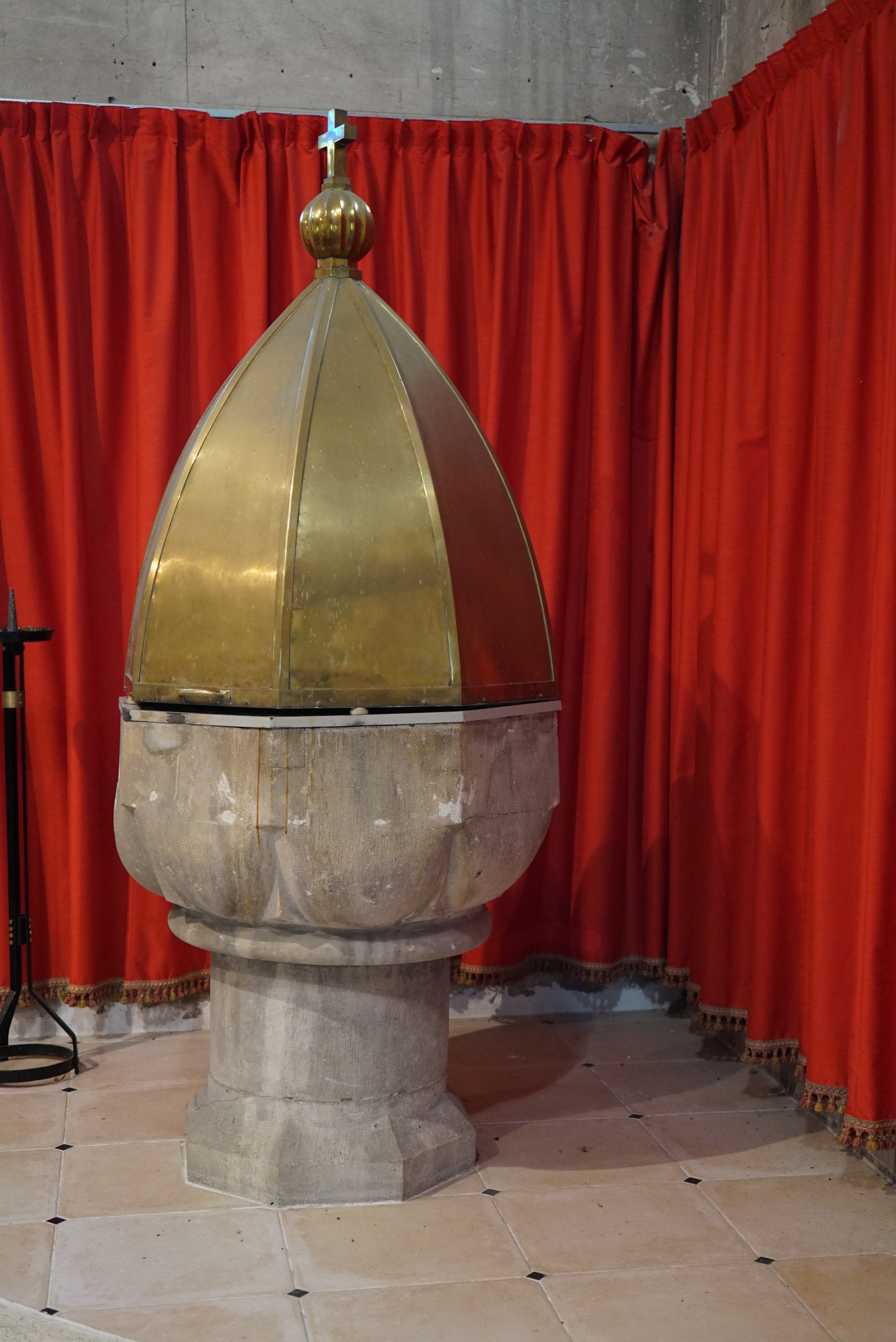
Baptistère.
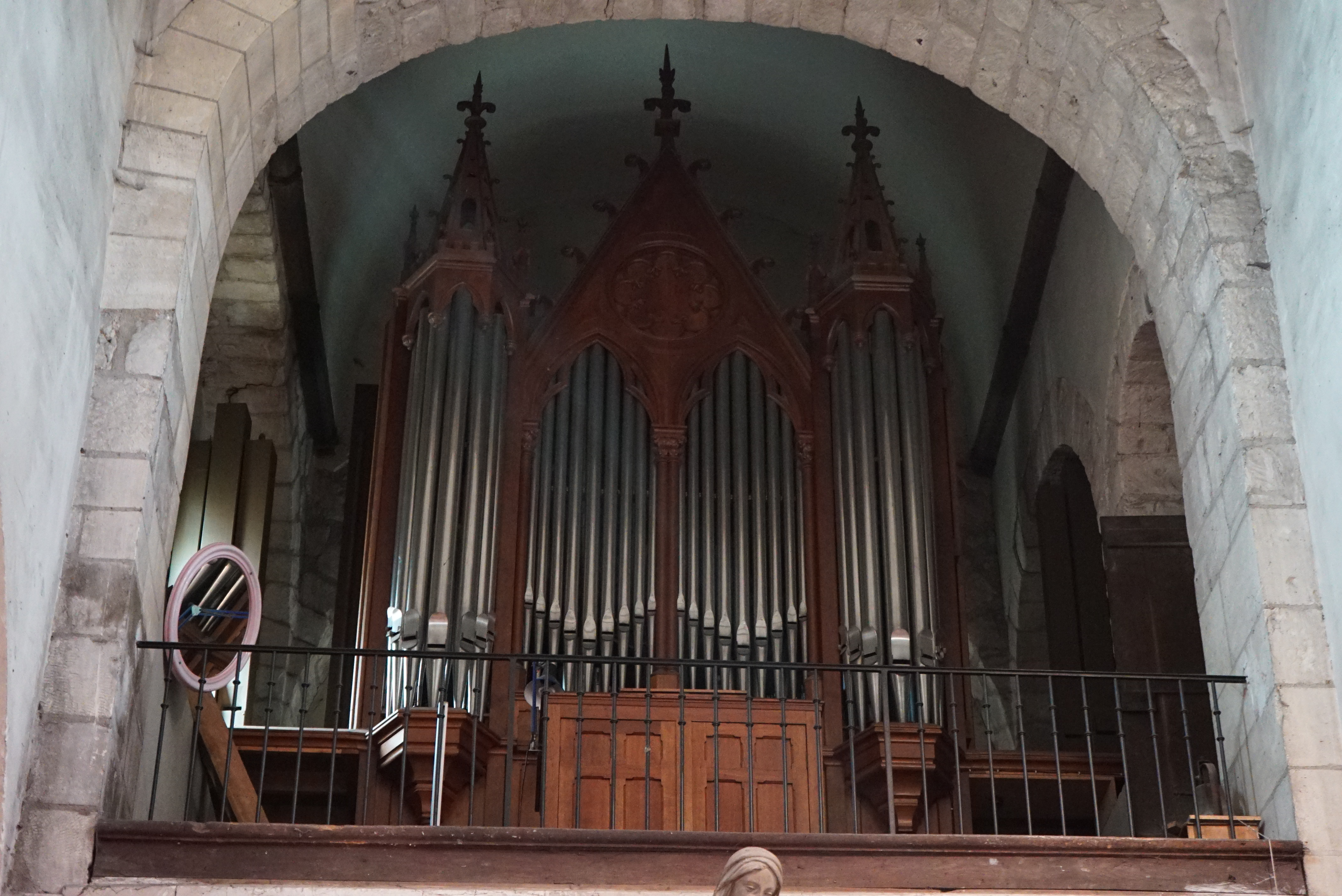
Orgues.
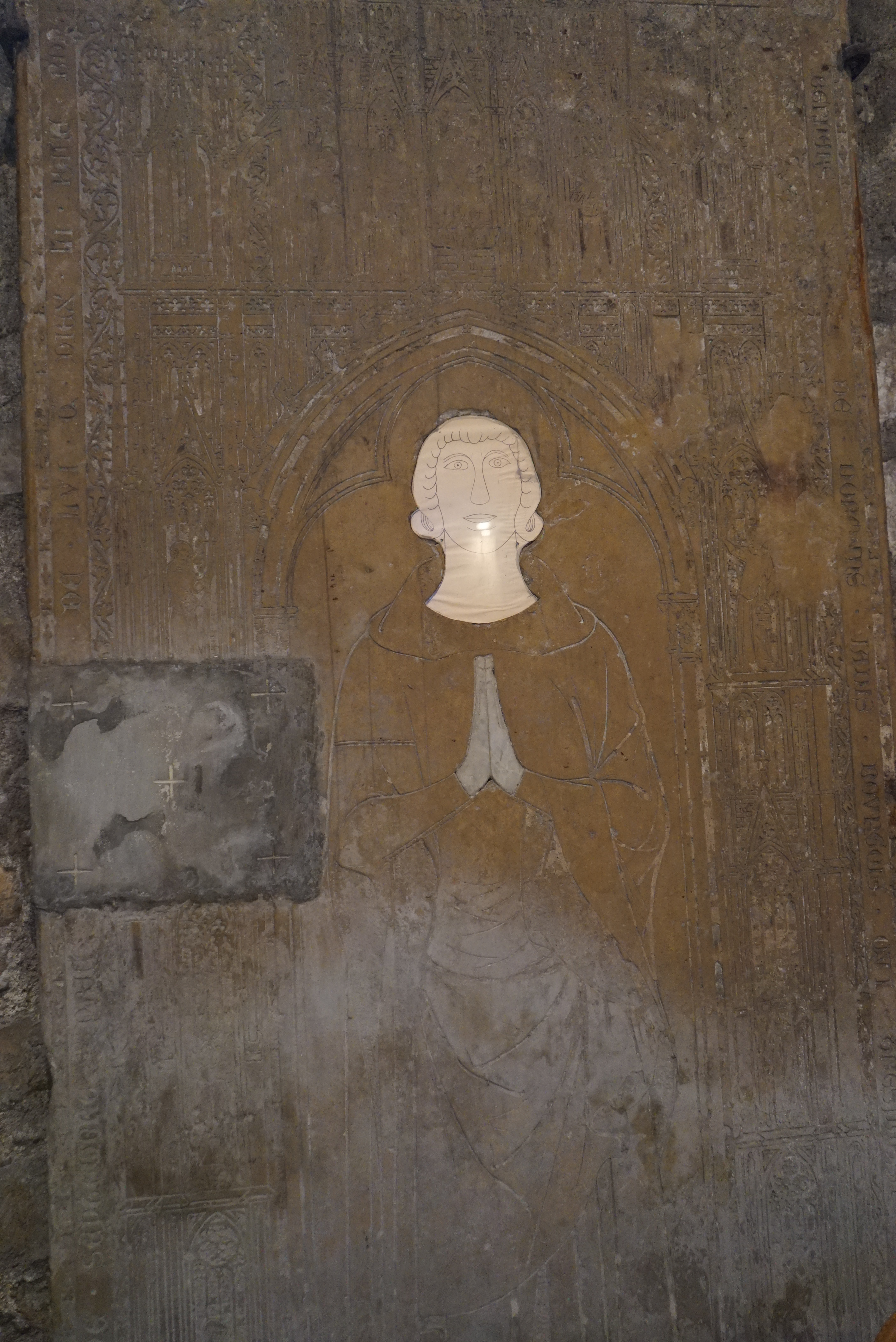
Pierre tombale Bernard de Dormans.